# Ляосі (нагір'я)
Ляосі́, Жехе — нагір'я на північному сході Китаю. Площа близько 120 тисяч км², переважають висоти 500—1 300 м, найбільша 2 050 м. Складене кристалічними сланцями, гнейсами, гранітами, пісковиками, вапняками. На північному заході — поєднання хвилястих плато та невисоких масивів, на південному сході — скелясті гори.
Степи, місцями зарості чагарників. Долини густо населені і оброблені. Родовища кам'яного вугілля.